# 堀越寺
堀越寺（ほりこしじ）は、徳島県小松島市中郷町にある真言宗大覚寺派の寺院である。本尊は堀越観世音菩薩。阿波秩父観音霊場22番札所。

## 歴史
創建年は不詳。花山天皇が即位していた時代に仏眼上人が開いた寺と言われている。
現在記録に残っている最古の住職は、17世紀中頃の清仁和尚である。本尊は慶応年間ごろまで延命地蔵であったが、その後「堀越の観音さん」と庶民に信仰され、癪病平癒の観音として知られていた堀越観世音菩薩が本尊となった。1943年（昭和18年）頃、寺名を宝蔵寺から堀越寺に改名した。

## 境内
- 本堂 - 1958年に建立。
- 塔 - 1982年建立。朱塗り相輪塔付き。
- 永代供養塔 - 法蔵堂。
- 庫裏 - 2001年に改築。
- 位牌堂 - 葬儀や法事を行うことが出来る。
- 駐車場 - 山門前に8台。

## 交通
- JR牟岐線「中田駅」より徒歩で約5分。